# Saint-Quentin-sur-Coole
Saint-Quentin-sur-Coole is een gemeente in het Franse departement Marne (regio Grand Est) en telt 61 inwoners (2009). De plaats maakt deel uit van het arrondissement Châlons-en-Champagne.

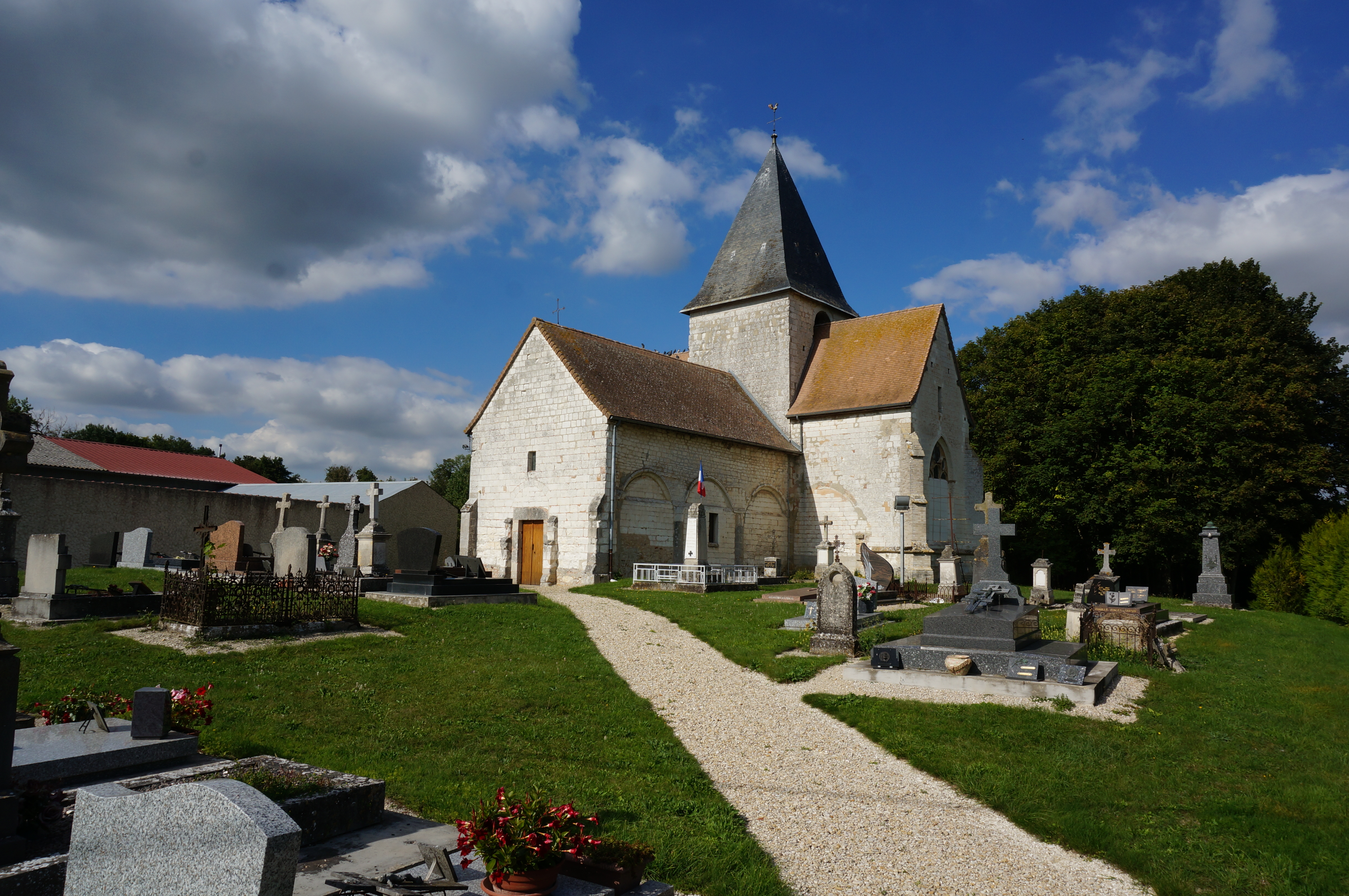
Kerk van Saint-Quentin-sur-Coole
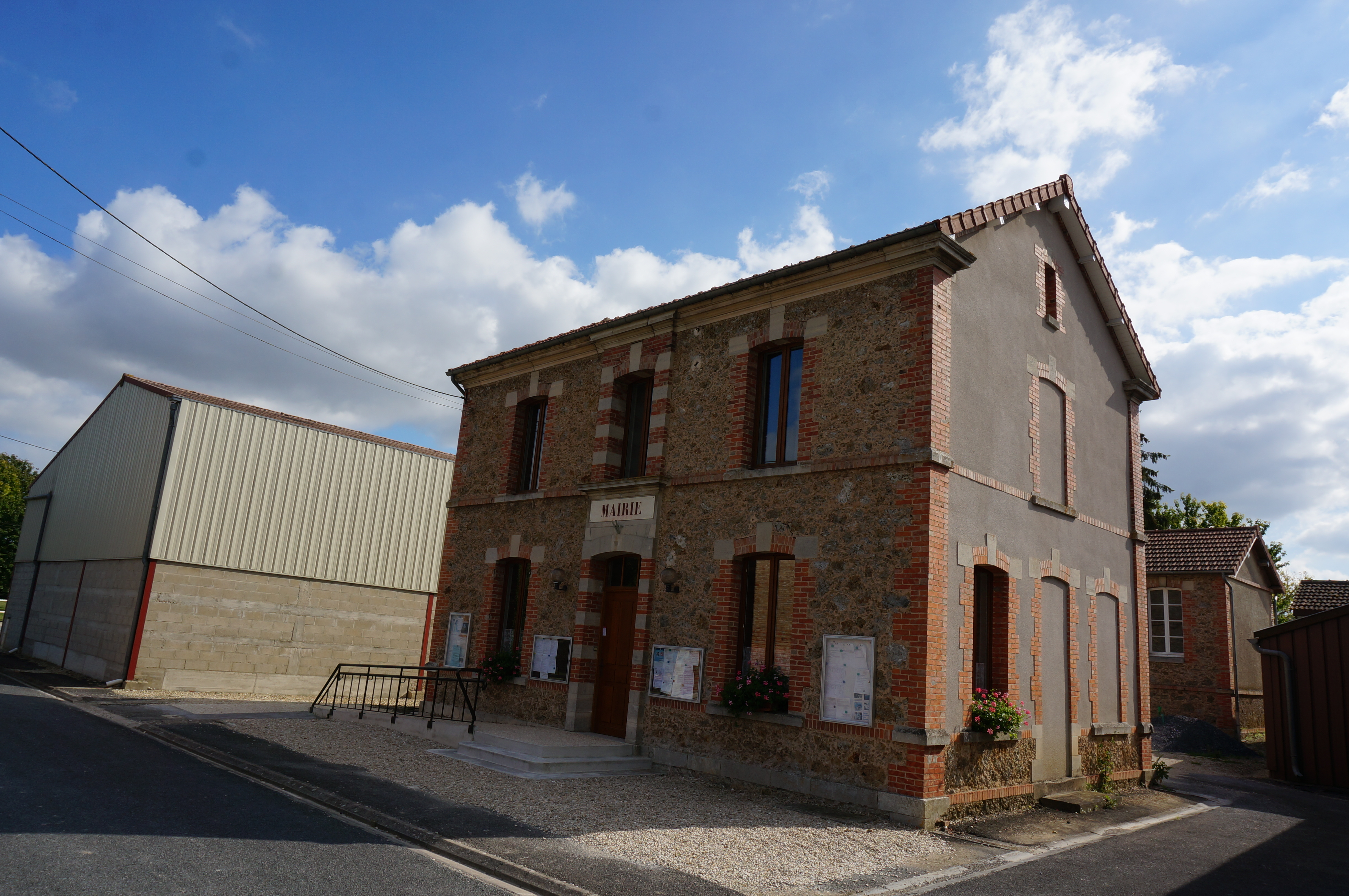
Gemeentehuis

## Geografie
De oppervlakte van Saint-Quentin-sur-Coole bedraagt 8,3 km², de bevolkingsdichtheid is dus 7,3 inwoners per km².
De onderstaande kaart toont de ligging van Saint-Quentin-sur-Coole met de belangrijkste infrastructuur en aangrenzende gemeenten.

## Demografie
Onderstaande figuur toont het verloop van het inwonertal (bron: INSEE-tellingen).